# 30 Years to Life
30 Years to Life es una película de comedia estadounidense de 2001, escrita y dirigida por Vanessa Middleton. La película marca el debut de Middleton como directora, y es protagonizada por Allen Payne, Paula Jai Parker, y Tracy Morgan.

## Sinopsis
Un grupo de amigos enfrentan una crisis emocional mientras se acercan a los 30 años de edad.

## Reparto
| Actor            | Personaje |
| ---------------- | --------- |
| Allen Payne      | Malik     |
| Erika Alexander  | Joy       |
| Kadeem Hardison  | Bruce     |
| Melissa De Sousa | Natalie   |
| Paula Jai Parker | Stephanie |
| T.E. Russell     | Leland    |
| Tracy Morgan     | Troy      |
| Donald Koanegay  | Damon     |
| Eddie Brill      | Lenny     |
| Grace Garland    | Dr. Love  |